# M/S Enchantment of the Seas
M/S Enchantment of the Seas är ett kryssningsfartyg ägt av Royal Caribbean International. Byggt 1997 för 2076 personer och 723 besättningsmän.